# Maswasi
Maswasi es un pueblo y nagar Panchayat situado en el distrito de Rampur en el estado de Uttar Pradesh (India). Su población es de 17737 habitantes (2011). 

## Demografía
Según el censo de 2011 la población de Maswasi era de 17737 habitantes, de los cuales 9250 eran hombres y 8487 eran mujeres. Maswasi tiene una tasa media de alfabetización del 50,88%, inferior a la media estatal del 67,68%: la alfabetización masculina es del 60,28%, y la alfabetización femenina del 40,62%.